# Amasjärvi (Gällivare socken, Lappland, 748465-174298)
Amasjärvi är en sjö i Gällivare kommun i Lappland och ingår i Kalixälvens huvudavrinningsområde. Sjön har en area på 0,131 kvadratkilometer och ligger 330,7 meter över havet. Amasjärvi ligger i Torne och Kalix älvsystem Natura 2000-område.

## Delavrinningsområde
Amasjärvi ingår i det delavrinningsområde (747965-174416) som SMHI kallar för Ovan Hartijoki. Medelhöjden är 366 meter över havet och ytan är 22,48 kvadratkilometer. Räknas de 45 avrinningsområdena uppströms in blir den ackumulerade arean 255,57 kvadratkilometer. Ängesån (Vettasjoki) som avvattnar avrinningsområdet har biflödesordning 3, vilket innebär att vattnet flödar genom totalt 3 vattendrag innan det når havet efter 210 kilometer. Avrinningsområdet består mestadels av skog (82 procent) och sankmarker (18 procent). Avrinningsområdet har 0,14 kvadratkilometer vattenytor vilket ger det en sjöprocent på 0,6 procent.